# Rhizopsammia bermudensis
Espèce
Statut CITES
Rhizopsammia bermudensis est une espèce de coraux appartenant à la famille des Dendrophylliidae.